# Плавно
Пла́вно (бел. Пла́ўна) — озеро в Докшицком районе Витебской области Белоруссии. Относится к бассейну реки Березина.

## Физико-географическая характеристика
Озеро Плавно расположено в 42 км к востоку от города Докшицы, на территории Березинского биосферного заповедника. Высота водного зеркала над уровнем моря составляет 160,4 м. Через водоём протекает река Сергуч, выше и ниже по течению которой расположены озёра Ольшица и Манец соответственно. Озёра Плавно и Береща соединяются Березинским каналом. На северо-западе впадает канализованный ручей.
Площадь поверхности озера составляет 4,02 км². Длина — 3,45 км, наибольшая ширина — 1,75 км. Длина береговой линии — 9,05 км. Объём воды в озере — 5,12 млн км³. Наибольшая глубина — 2 м, средняя — 1,3 м. Площадь водосбора — 186,5 км².
Предполагается, что озёра Плавно и Ольшица когда-то являлись единым водоёмом. Котловина озера Плавно остаточного типа, с невыраженными склонами. Берега низкие, заболоченные, на западе сплавинные, на востоке песчаные. Ширина сплавины может достигать 100 м.
Дно плоское. Донные отложения состоят из нескольких слоёв: сверху высокоорганические грубодетритовые сапропели мощностью до 2 м, ниже карбонатные сапропели мощностью до 1,5 м, в самом низу — глинистый ил на песчаной подстилке. Недалеко от западного берега присутствует остров 0,07 км².

## Гидрология, флора и фауна
Озеро отличается хорошей проточностью. Минерализация воды — около 120 мг/л. Благодаря прозрачности воды дно хорошо просматривается. Водоём подвержен дистрофикации.
Гидрохимические показатели воды в озёрах Плавно и Ольшица весьма схожи. Летом отмечается высокое содержание кислорода, однако зимой могут случаться заморы.
Водоём сильно зарастает подводной растительностью. Ширина полосы прибрежной растительности варьируется от 5 до 25 м. Среди полупогруженных макрофитов преобладают рогоз, тростник, камыш; среди подводных — кубышка, кувшинка, телорез, элодея, рдесты.
Фитопланктон развит менее, чем в озере Ольшица, и насчитывает 29 видов, среди которых доминируют диатомовые и эвгленовые водоросли. Биомасса фитопланктона — 1,53 г/м³. Общая биомасса зоопланктона — 0,97 г/м³; преобладают веслоногие ракообразные, биомасса которых насчитывает 0,64 г/м³. Бентос, напротив, развит хорошо: его биомасса — 11,9 г/м², в ней преобладают хирономиды.
В озере водятся карась, линь, щука, окунь, плотва, краснопёрка, лещ, густера.

## Рекреационное использование
На озере Плавно организовано платное любительское рыболовство. На берегу озера расположены гостиничный комплекс «Плавно» и гостевой дом.